# Aldrovandia
Aldrovandia es un género de peces de la familia Halosauridae.

## Descripción
El género está conformado por seis especies marinas. La de menor tamaño según reportes es Aldrovandia mediorostris con 43 cm de longitud (16,92 pulgadas) y la de mayor tamaño que se ha registrado es Aldrovandia affinis con 60 cm (23,62 pulgadas). Presentan una coloración que va desde blanco hasta el gris, con algunas partes oscuras; también se han reportado especies de color rosado y marrón chocolate con cabeza de color negro grisáceo o gris oscuro; otros reportados con cabeza azul plateada. Algunas especies no presentan escamas y los cuerpos son alargados, similar al de las anguilas.

## Distribución y hábitat
El género se distribuye por el Atlántico oriental: Sáhara Occidental a Sierra Leona, Portugal hasta Guinea y frente a la costa de Sudáfrica y en la vertiente oriental de la dorsal mesoatlántica, además en el golfo de México y el Caribe. Atlántico occidental: frente a Bahamas, Nueva Inglaterra, Virginia (Estados Unidos) y parte de Brasil, Venezuela y Guayana. Pacífico oriental, en Hawái y Chile. En el océano Índico occidental, en la India; océano Índico oriental: Australia Occidental. Indo-Pacífico occidental, en el mar Arábigo entre Maldivas y Cabo Comorín; Indonesia y Filipinas.